# Schiavonia

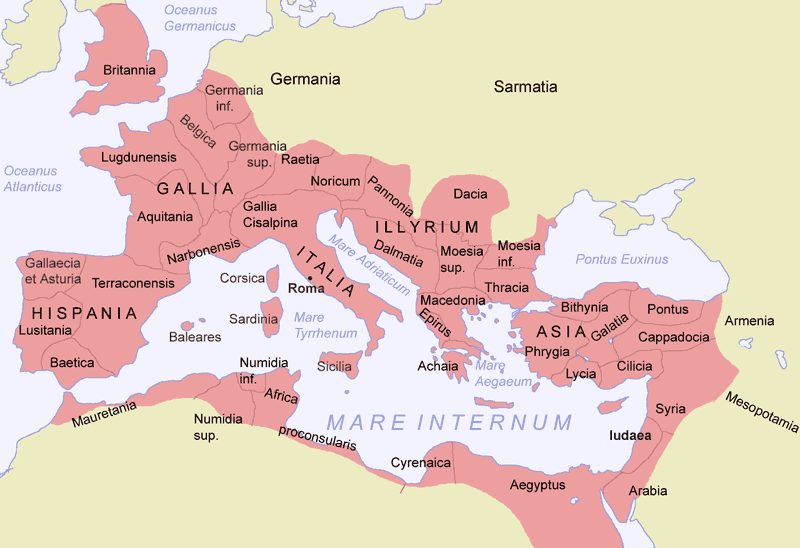
Dalmacja, Panonia, Noricum i Galia Cisalpina w II wieku

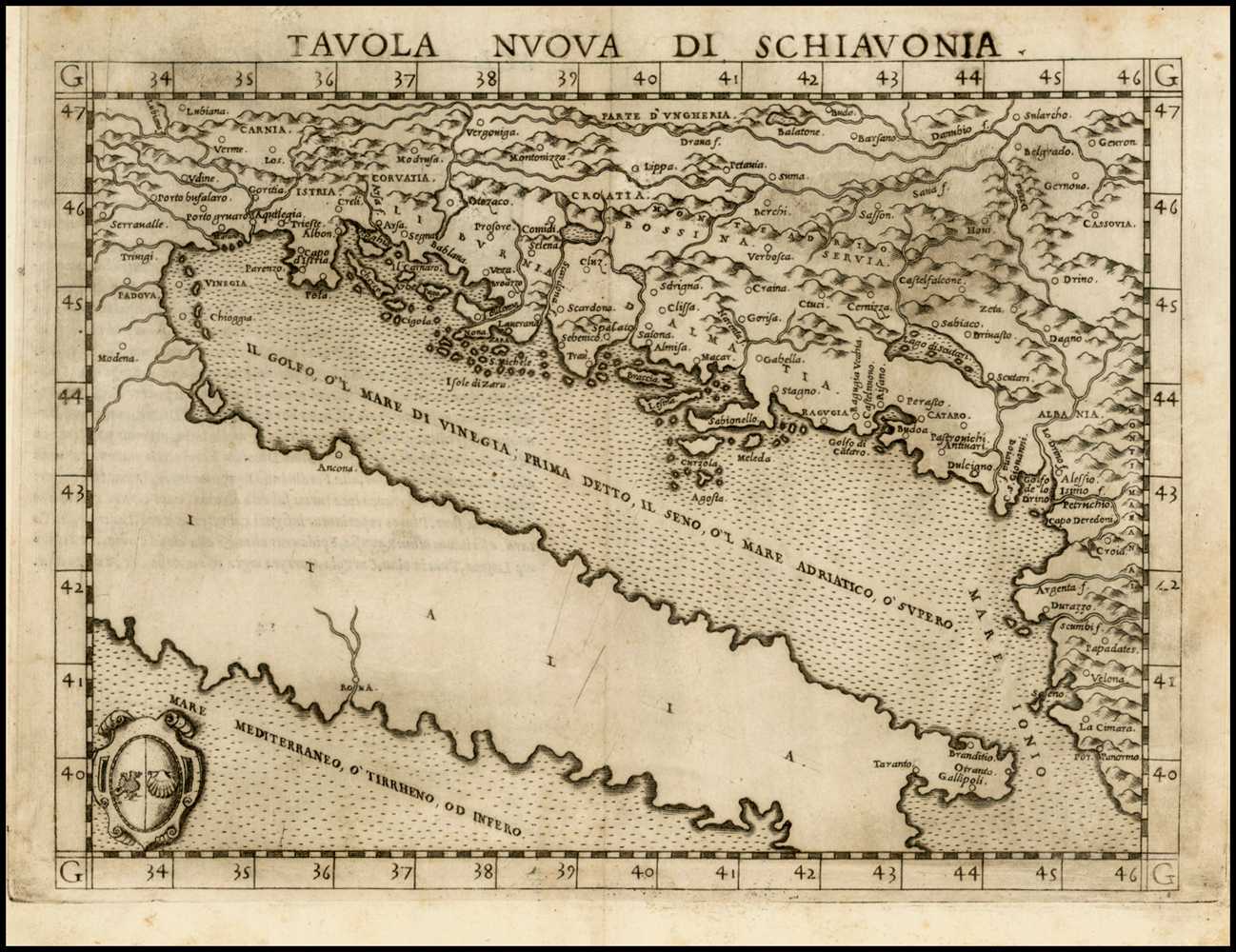
Tavola Nuova Di Schiavonia (1561) - historyczna Schiavonia obejmująca obecną, Karyntię, Istrię, Liburnię, Serbię, Bośnię, Chorwację i Słowenię

Schiavonia – we wczesnym średniowieczu prowincja Republiki Weneckiej leżąca na obszarze byłych prowincji rzymskich: Dalmacji, zachodniej Panonii, południowej części  Noricum oraz Galii Przedalpejskiej, które na początku VII wieku zajęte zostały przez plemiona Chorwatów i Serbów.
O ziemie te rywalizowały w przeszłości Bizancjum, Frankowie, Święte Cesarstwo Rzymskie i Królestwo Węgier. W XVI wieku prowincja dzieliła się na Chorwację, Bośnię, Serbię, Dalmację, Liburnię, Istrię i Karyntię.
W kolejnych wiekach nazwa i granice prowincji zmieniały się. W najstarszych zapisach region występuje również pod nazwą in Sclavonis, Schiavonia, w późniejszych – Venezia Schiavonia, Schiavonia Veneta, Sclavonia, które odnoszą się do dzisiejszej Słowenii.